# My Night with Reg
My Night with Reg (Mi noche con Reg) es una obra del dramaturgo británico Kevin Elyot, producida en 1994 por el Royal Court Theatre de Londres, dirigida por Roger Michell. La producción luego se transfiere al West End.
Totalmente ambientada en la comunidad gay de Londres de mediados de la década de 1980, en el contexto de la creciente crisis del VIH/sida, My Night with Reg sigue los altibajos de un círculo de amigos gays a través de varios años. Uno de los miembros del grupo, Reg, el mencionado en el título, no es un personaje de la obra, pero toda la trama gira en torno a su aparente promiscuidad, y la reacción en cadena de sus engaños y traiciones decepcionados con él.

## Resumen de la trama
Las tres escenas están ambientadas en la sala de estar del apartamento de Guy en Londres: durante la fiesta de inauguración del apartamento de Guy (escena 1); después del funeral de Reg, algunos años después (escena 2); y después del funeral de Guy (escena 3).
El grupo, la mayoría de ellos en los treinta, se reúne a intervalos irregulares, a menudo en el apartamento de Guy. Guy mismo es un hombre solitario. Desde sus días en la universidad, él ha estado enamorado de John, pero nunca se ha atrevido a decirle que lo ama. Más bien, vive una vida solitaria, que solo condimenta con sexo telefónico y una visita ocasional a un pub gay, que es donde conoce a Eric, de 18 años, quien luego lo ayuda a decorar su nuevo apartamento. De vacaciones en la isla de Lanzarote, allí conoce a un hombre gay que, finalmente, obliga a Guy a tener relaciones sexuales sin protección con él, lo último que Guy hubiera querido. Apenas regresa de sus vacaciones para la fiesta de inauguración del apartamento, pero todavía está bastante desconcertado por lo que le ha sucedido. Es difícil para él no comenzar a llorar cuando, como regalo, John le da un libro de cocina especializado en cómo cocinar comidas para una sola persona.

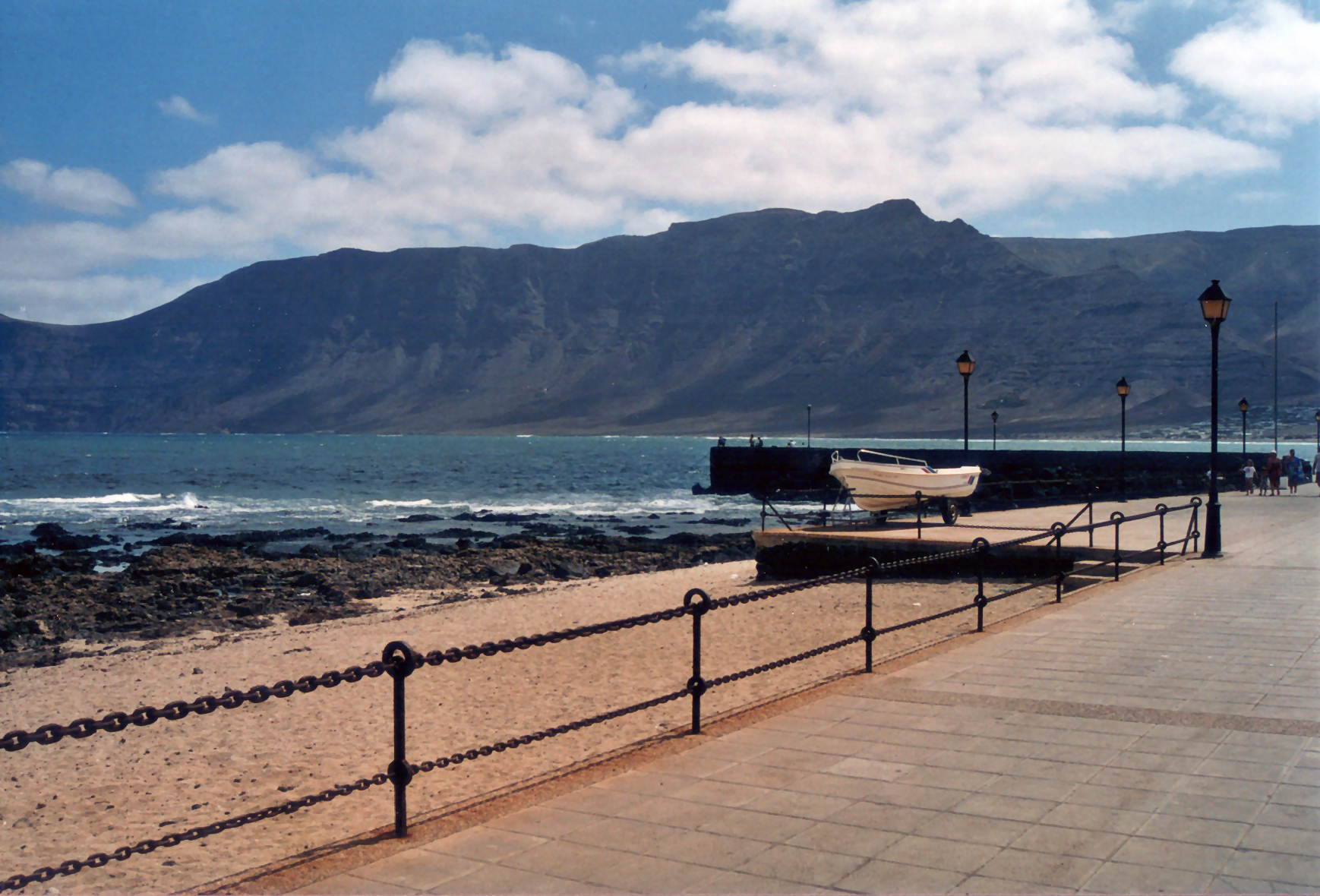
Lanzarote donde Guy es violado

El más popular del círculo gay es Reg, que está visiblemente ausente de la fiesta. Reg ha tenido una larga relación con Daniel, pero el mismo Daniel sospecha que Reg de vez en cuando le es infiel. De hecho, Reg parece estar acostándose con todos los hombres que puede (al parecer, incluso con el vicario). En el transcurso de la obra, John, Benny e incluso su aparentemente fiel compañero Bernie tiene sexo en secreto con Reg. Todos confían en Guy. A Guy le duele escuchar que John, por quien se encuentra atraído, está teniendo una aventura con Reg, traicionando así a su amigo en común, Daniel. Después de su aventura con Reg, Benny entra en pánico porque cree que podría haber contraído el VIH, pero no se lo confiesa a su compañero, Bernie.
Cuando Reg agoniza de VIH/sida, su compañero, Daniel, lo cuida. El siguiente en morir es Guy, el único que no ha tenido relaciones sexuales con Reg y que parece haberse infectado con el VIH cuando fue violado durante sus vacaciones en Lanzarote. Guy lega su nuevo apartamento al amor de su vida, John, que no lo necesita en absoluto porque proviene de un entorno rico. Es John quien, en algún rincón del apartamento, encuentra todo tipo de recuerdos que son de sus días de estudiantes.

## Premios y nominaciones
Premios
- Premio Evening Standard 1994 a la mejor comedia
- Premio del Gremio de Escritores de 1994 a la mejor obra alternativa
- Premio Olivier 1995 a la mejor comedia
- Premio Olivier 2015 al mejor avivamiento

## Lectura relacionada
- Elyot, Kevin (1994). My Night with Reg (First edición). London: Nick Hern Books; Royal Court Theatre. ISBN 1-85459-272-6.